# Sax-Verlag
Der Sax-Verlag, gegründet 1992 in Beucha bei Leipzig, ist ein deutscher Sachbuchverlag.
Schwerpunkt der Publikationen ist die mitteldeutsche Landesgeschichte, darunter viele Werke zur Leipziger Stadtgeschichte und Denkmalpflege. In den 2020er Jahren wurde das Spektrum auf Reiseliteratur, Bildbände, Belletristik sowie Kalender und Kunstpostkarten erweitert. Autoren des Verlags erhielten Preise wie den Sächsischen Landespreis für Heimatforschung und den Ur-Krostitzer Jahresring. Im Oktober 2022 wurde dem Sax-Verlag einer der 20 Sächsischen Verlagspreise verliehen.

## Publikationen (Auszug)
- Jens Blecher, Gerald Wiemers: Studentischer Widerstand an der Universität Leipzig. 1945–1955. Sax-Verlag, Beucha 1998, ISBN 3-930076-50-0.
- Karin Kühling, Doris Mundus: Leipzigs regierende Bürgermeister vom 13. Jahrhundert bis zur Gegenwart. Sax-Verlag, Beucha 2000, ISBN 3-934544-02-9.
- Mike Schmeitzner, Andreas Wagner (Hrsg.): Von Macht und Ohnmacht. Sächsische Ministerpräsidenten im Zeitalter der Extreme 1919–1952. Sax-Verlag, Beucha 2006, ISBN 3-934544-75-4.
- Volker Helas (Bearb.): Stadt Radebeul. Hrsg.: Landesamt für Denkmalpflege Sachsen, Große Kreisstadt Radebeul (= Denkmaltopographie Bundesrepublik Deutschland. Denkmale in Sachsen). Sax-Verlag, Beucha 2007, ISBN 978-3-86729-004-3.
- Günter Naumann: Stadtlexikon Meißen. Sax-Verlag, Beucha 2009, ISBN 978-3-86729-013-5.
- Bernd Weinkauf: Gäste in Auerbachs Keller. Sax-Verlag, 2015, ISBN 978-3-86729-134-7.